# Martirio di Antiochia
Martirio di Antiochia (latino: Martyrius; fl. 460–469) è stato un vescovo greco antico, patriarca di Antiochia di cristologia calcedonese.

## Biografia
Salì al trono patriarcale nel 460. Mentre era in carica, il miafisita Pietro Fullo giunse ad Antiochia insieme al suo protettore, il magister militum per Orientem Zenone, che era genero dell'imperatore Leone I. Qui diffuse tra il popolo l'accusa che Martirio fosse segretamente un nestoriano, causando tumulti in città.
Martirio si recò allora a corte, a Costantinopoli, per perorare la propria causa, ma ad Antiochia Zenone fece acclamare vescovo Pietro, al posto dell'assente Martirio. Col sostegno dell'imperatore e del vescovo di Costantinopoli Gennadio, Martirio tornò ad Antiochia e riottenne il soglio vescovile. Ma Pietro non si diede per vinto, e continuò ad avversare Martirio, il quale diede le dimissioni nel 471, succeduto proprio da Pietro.
A Martirio è tradizionalmente attribuita l'opera Discorso sulla vita di Giovanni Crisostomo; in realtà si tratta di un'orazione funebre composta a ridosso della morte di Crisostomo, nel 407, e dunque la paternità di Martirio è rigettata.